# Étrepy
 Étrepy  es una población y comuna francesa, en la región de Champaña-Ardenas, departamento de Marne, en el distrito de Vitry-le-François y cantón de Thiéblemont-Farémont.

## Demografía
| 191 | 175 | 152 | 151 | 156 | 141 |
| Para los censos de 1962 a 1999 la población legal corresponde a la población sin duplicidades (Fuente: INSEE [Consultar]) |     |     |     |     |     |